# Hadena congener
Hadena congener är en fjärilsart som beskrevs av George Francis Hampson 1909. Hadena congener ingår i släktet Hadena och familjen nattflyn. Inga underarter finns listade i Catalogue of Life.